# Sułtani swingu
Sułtani swingu – czwarty studyjny album polskiego zespołu Czarno-Czarni. Płytę wypełniły interpretacje klasycznych polskich szlagierów od międzywojnia po lata 60. Utwory wykonano z dużą wiernością dla oryginałów, używając tradycyjnego instrumentarium – na płycie można usłyszeć fortepian, saksofon, kontrabas i sekcję smyczkową.
Na płycie znalazł się teledysk do piosenki „Czy pamiętasz tę noc w Zakopanem”, zrealizowany przez Yacha Paszkiewicza. Tytuł płyty nawiązuje do przeboju grupy Dire Straits „Sultans of Swing”.

## Lista utworów
1. „W małym kinie” (muz. Władysław Szpilman, sł. Ludwik Starski, 1960) – 3:40
2. „Czy pamiętasz tę noc w Zakopanem” (muz. Zygmunt Karasiński, Szymon Kataszek, sł. Aleksander Jellin, 1937) – 3:16
3. „Kasztany” (muz. Zbigniew Korepta, sł. Krystyna Wodnicka, 1955) – 4:15
4. „Na pierwszy znak” (muz. Henryk Wars, sł. Julian Tuwim, 1933) – 4:36
5. „Augustowskie noce” (muz. Franciszka Leszczyńska, sł. Andrzej Tylczyński, Zbigniew Zapert, 1959) – 2:46
6. „To niby takie proste” (muz. Wiktor Kolankowski, sł. Włodzimierz Patuszyński, 1960) – 3:10
7. „Zakochani są wśród nas” (muz. Jerzy Matuszkiewicz, sł. Janusz Kondratowicz, 1965) – 2:15
8. „Odrobinę szczęścia w miłości” (muz. Jerzy Petersburski, sł. Emanuel Szlechter, 1934) – 5:55
9. „Gdy mi ciebie zabraknie” (muz. Jerzy Abratowski, sł. Kazimierz Winkler, 1960) – 2:40
10. „Pamiętasz była jesień” (muz. Lucjan Kaszycki, sł. Andrzej Czekalski, Ryszard Pluciński, 1958) – 2:10
11. „Czy pamiętasz tę noc w Zakopanem” – teledysk (3:16)

## Twórcy
- Jarosław Janiszewski „Doktor” – śpiew
- Jacek Jędrzejak „Dżej Dżej” – gitara basowa, śpiew
- Roman Lechowicz „Piękny Roman” – gitara, śpiew
- Jarosław Lis „Dżery” – perkusja śpiew
- Piotr Sztajdel „Gadak” – instrumenty klawiszowe

oraz
- Robert Dobrucki – saksofon
- Paweł Skura – realizacja